# Bat Yam
Bat Yam (tiếng Do Thái: בת ים) là một thành phố của Israel, thuộc quận Tel Aviv. Thành phố Bat Yam có diện tích 8,16 km2, dân số là 160.000 người (năm 2020).

## Thành phố kết nghĩa
- Antalya, Thổ Nhĩ Kỳ
- Edirne, Thổ Nhĩ Kỳ
- Aurich, Đức
- Kostroma, Nga
- Kragujevac, Serbia
- Kutno, Ba Lan
- Livorno, Ý
- Neukölln (Berlin), Đức
- Valparaíso, Chile
- Villeurbanne, Pháp
- Vinnytsia, Ukraina
- Manhattan, Hoa Kỳ